# Wereldbeker schaatsen 2008/2009 - Wereldbeker 2 - 2e 500 meter vrouwen
De vierde van 13 wedstrijden voor de wereldbeker schaatsen 500 meter werd gehouden op 15 november 2008 in Heerenveen.

## Uitslag A-divisie
| rang   | schaatser            | tijd     | punten |
| ------ | -------------------- | -------- | ------ |
| Goud   | Jenny Wolf           | 37,63    | 100    |
| Zilver | Wang Beixing         | 37,74    | 80     |
| Brons  | Lee Sang-hwa         | 38,13    | 70     |
| 4      | Margot Boer          | 38,62    | 60     |
| 5      | Annette Gerritsen    | 38,68    | 50     |
| 6      | Tomomi Okazaki       | 38,83    | 45     |
| 7      | Sayuri Yoshii        | 38,84    | 40     |
| 8      | Marianne Timmer      | 38,90(0) | 36     |
| 8      | Elli Ochowicz        | 38,90(0) | 36     |
| 10     | Jekaterina Malysjeva | 38,93    | 28     |
| 11     | Sayuri Osuga         | 38,96    | 24     |
| 12     | Joelia Nemaja        | 38,97    | 21     |
| 13     | Bo-Ra Lee            | 39,06    | 18     |
| 14     | Ren Hui              | 39,15    | 16     |
| 15     | Xing Aihua           | 39,28    | 14     |
| 16     | Shannon Rempel       | 39,31    | 12     |
| 17     | Thijsje Oenema       | 39,32    | 10     |
| 18     | Yukari Watanabe      | 39,87    | 8      |

## Loting
| rit | binnenbaan        | buitenbaan           |
| --- | ----------------- | -------------------- |
| 1   | Thijsje Oenema    | Marianne Timmer      |
| 2   | Yukari Watanabe   | Ren Hui              |
| 3   | Joelia Nemaja     | Shannon Rempel       |
| 4   | Xing Aihua        | Elli Ochowicz        |
| 5   | Bo-Ra Lee         | Jekaterina Malysjeva |
| 6   | Sayuri Osuga      | Sayuri Yoshii        |
| 7   | Tomomi Okazaki    | Margot Boer          |
| 8   | Annette Gerritsen | Lee Sang-hwa         |
| 9   | Jenny Wolf        | Wang Beixing         |

## Top 10 B-divisie
| rang | schaatser          | tijd  | punten |
| ---- | ------------------ | ----- | ------ |
| 1    | Xiaomei Sheng      | 39,22 | 25     |
| 2    | Zhang Shuang       | 39,41 | 19     |
| 3    | Svetlana Kajkan    | 39,42 | 15     |
| 4    | Judith Hesse       | 39,74 | 11     |
| 5    | Natasja Bruintjes  | 39,82 | 8      |
| 6    | Heather Richardson | 39,83 | 6      |
| 7    | Heike Hartmann     | 39,90 | 4      |
| 8    | Pamela Zoellner    | 39,95 | 2      |
| 9    | Anzjelika Kotjoega | 40,00 | 1      |
| 10   | Svetlana Ratkevich | 40,01 | 0      |